# ألان بيرن
ألان بيرن (بالإنجليزية: Alan Byrne)‏ (12 مايو 1969 في جمهورية أيرلندا - ) هو لاعب كرة قدم أيرلندي في مركز الوسط. لعب مع نادي بوهيميان ونادي شامروك روفرز ونادي شيلبورن ونادي لينفيلد وNewry City F.C. ‏ ودوري أيرلندا الحادي عشر ‏ وBray Wanderers F.C. ‏.

## وصلات خارجية
- ألان بيرن على موقع قاعدة بيانات كرة القدم.إي يو (الإنجليزية)